# Kou Luogon
Kou Luogon (sinh ngày 11 tháng 6 năm 1984) là một vận động viên người Liberia, chuyên vượt rào 400 mét và 400 mét.
Cô đã hoàn thành thứ bảy tại Giải vô địch châu Phi 2006. Cô cũng đã tham dự Giải vô địch thế giới năm 2005, Giải vô địch thế giới năm 2009 và Giải vô địch trong nhà thế giới 2010 mà không lọt vào trận chung kết.
Thời gian tốt nhất cá nhân của cô là 52,47 giây trong 400 mét, đạt được vào tháng 5 năm 2006 tại Knoxville; và 55,55 trong các chướng ngại vật 400 mét, đạt được vào tháng 5 năm 2009 tại Baie-Mahault.